# بحيرة سد الوند
بحيرة سد الوند هي بحيرة عراقية تقع في محافظة ديالى شرق العراق، تكونت البحيرة بعد بناء السد والأراضي المحيطة به والتي تقع جنوب شرق ديالى حتى الحدود الدولية مع جمهورية إيران.
تستوعب البحيرة نحو 40 مليون متر مكعب تمتلئ سنويا بالكامل بفعل السيول الجارفة.
وتعد بحيرة سد الوند ثالث أكبر بحيرات ديالى والمخصصة لتامين مياه الشرب وسقي المزروعات في قضاء خانقين وأطرافه.